# 黑马羚
黑马羚是生活在东非大草原的肯尼亚和南非的一种羚羊。包括三个亚种：
- 指名亚种（H. n. niger）：低危。
- 大黑马羚（H. n. varani）：分布在安哥拉中部，极危。
- 赞比亚黑马羚（H. n. kirkii）：分布在安哥拉中部和赞比亚西部，易危。

其种加词“niger”意为“黑色的”。

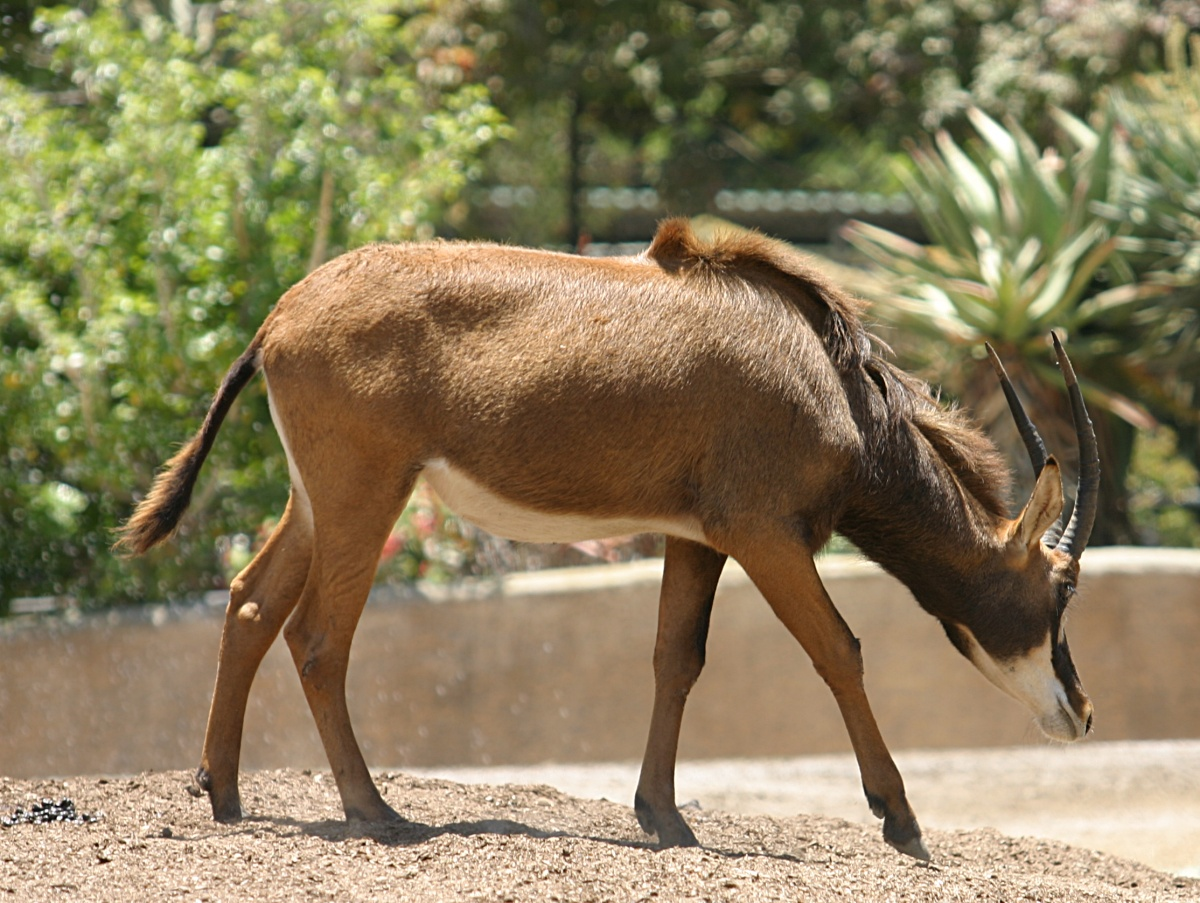
赞比亚黑马羚

黑马羚肩高120-140厘米，体重200-270千克，雄性体型大于雌性。雌性黑马羚的体色为栗色或深褐色，雄性则为黑色。腹部、面颊部为白色，颈后长有粗鬃毛。黑马羚的角向后方弯曲，雌性角长可达1米，雄性更长，可达1.5米。
生活在大草原的林地，以中等长度的草和树叶为食。在白天活动，但天热的时候活动能力有所下降。一般由一头雄性黑马羚率领，一个种群的数量一般为10-30头，包括雌性和幼仔。雄性黑马羚通过打斗来争夺交配权。